# Ryunosuke Haga
Ryunosuke Haga (羽賀 龍之介?, Haga Ryunosuke; Miyazaki, 28 aprile 1991) è un judoka giapponese, vincitore della medaglia di bronzo nei 100 kg a Rio de Janeiro 2016.

## Palmares
- Giochi olimpici

Rio de Janeiro 2016: bronzo nei 100 kg.
- Mondiali

Astana 2015: oro nei 100 kg.
- Universiade

Shenzhen 2011: oro nei 100 kg.